# Moździerz kuchenny

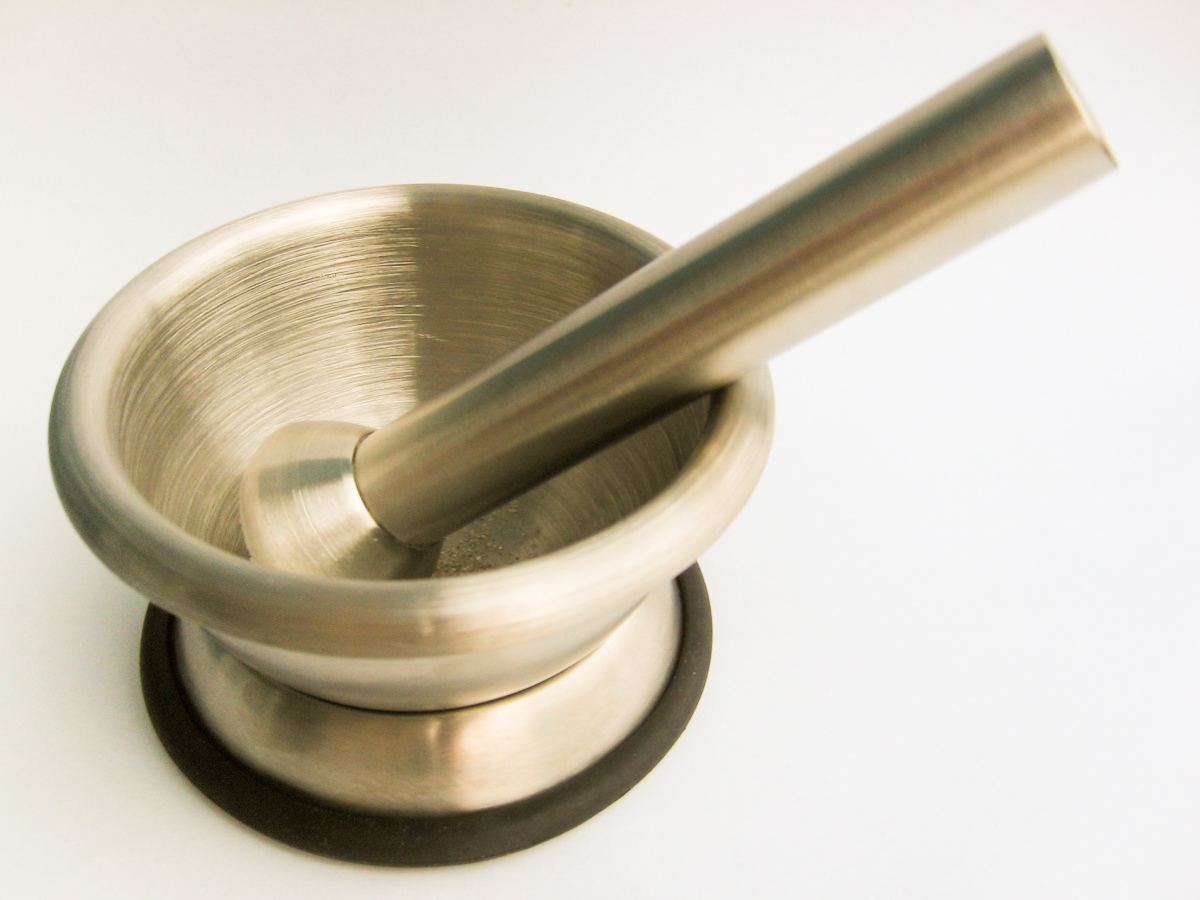
Moździerz płytki

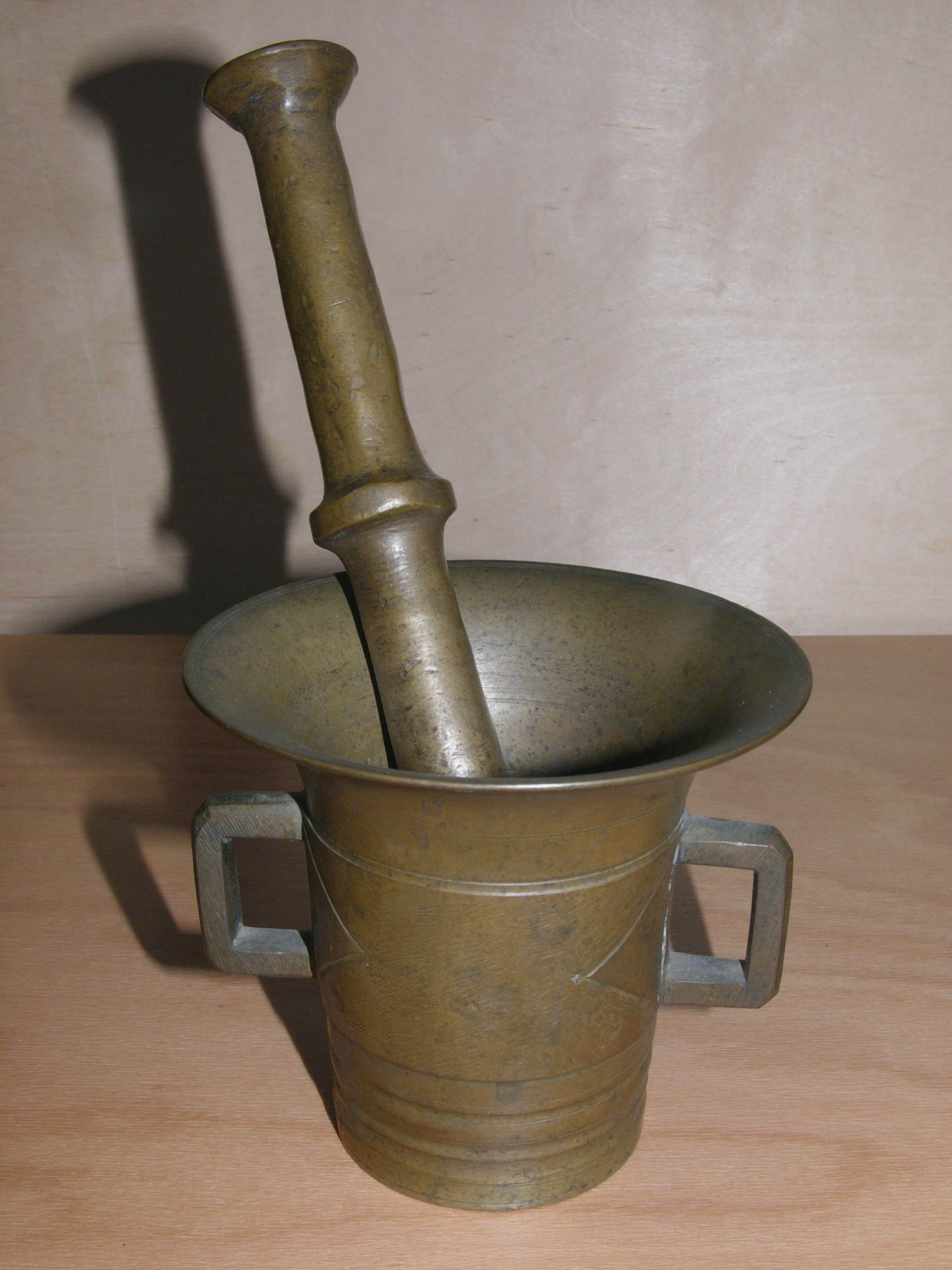
Moździerz z brązu

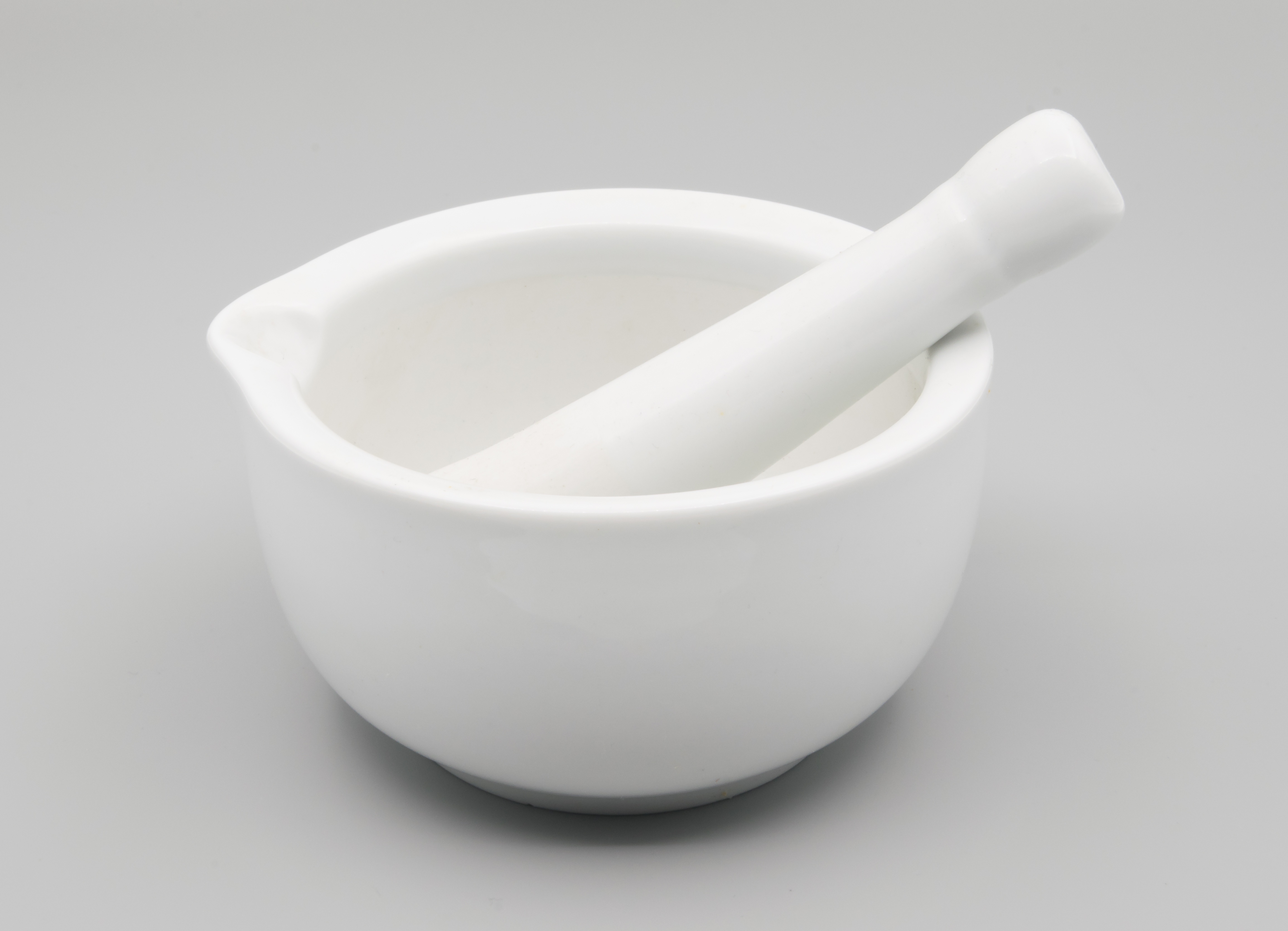
Moździerz ceramiczny

Moździerz (słowo zapożyczone z łaciny mortarium oznaczające naczynie do miażdżenia) – naczynie z tłuczkiem do ręcznego rozdrabniania i ucierania rozmaitych substancji. Różne typy moździerzy mają różne zastosowania, m.in. w pracowniach i laboratoriach do przygotowania medykamentów  i kosmetyków, oraz w kuchni, szczególnie azjatyckiej i włoskiej. Znane były już w starożytnym Egipcie.

## Opis
Moździerze kuchenne w zależności od zastosowania mają różną głębokość:
moździerz płytki i szerokito naczynie podobne do moździerza laboratoryjnego. Moździerz taki wykonany jest najczęściej z porcelany, kamienia np. marmur lub granit, podobnie jak tłuczek, a służy do dokładnego rozdrabniania niewielkich ilości substancji, aby otrzymać je w postaci dokładnie sproszkowanej, bez grudek. Praca z tego typu moździerzem polega jedynie na rozgniataniu i ucieraniu, natomiast uderzanie jest niewskazane zarówno z powodu kruchości kamiennego trzonka, jak i ryzyka wysypania się zawartości naczynia. Część robocza trzonka w takim moździerzu jest zaokrąglona, aby dokładnie stykała się z powierzchnią naczynia pod różnymi kątami trzymania trzonka, zatem uderzanie nią byłoby nieprecyzyjne. Moździerze płytkie służą głównie do rozdrabniania przypraw i innych twardych produktów stosowanych w kuchni, ale także do rozgniatania miękkich części roślin na miazgę.
moździerz głęboki i dość wąskitego typu naczynie dostosowane jest do rozdrabniania mniej precyzyjnego, za to przeznaczone jest do większych ilości substancji oraz służy do energiczniejszego ich rozdrabniania, łącznie z metodą polegającą na silnym uderzaniu tłuczkiem. Stąd tego typu moździerze mają zupełnie inną budowę - zarówno naczynie, jak i tłuczek są wykonane z metalu, najczęściej z mosiądzu lub brązu. Tłuczek ma dłuższy i pewniejszy uchwyt, a jego część robocza jest spłaszczona, aby rozdrabniane substancje nie przemieszczały się przy uderzaniu w nie. Tego typu moździerze służą np. do rozdrabniania skawalonych brył cukru oraz wstępnego rozbijania bardzo twardych produktów, jak silnie zdrewniałe pestki, lub np. gałka muszkatołowa.